# 玥熹
玥熹（1989年3月25日—），原藝名餅乾、夏乙薇，臺灣女藝人、模特兒，身高168公分。
出生於台灣，就讀光仁國小、光仁國中，後進入聖心高中，並於輔仁大學應用數學系畢業。大學期間曾在補習班授課及擔任家教。
2009年，參加伊林娛樂舉辦的第二屆「璀璨之星」選拔活動，並以藝名「餅乾」出道。之後結束與伊林娛樂的合約，經詹惟中介紹，加入吳宗憲創立的容易文創，改藝名為「夏乙薇」。2025年，因父親過世，改名為「玥熹」。

## 影視作品

### 綜藝節目
- 活躍於各大綜藝節目，曾多次以來賓身份參與《小明星大跟班》、《小姐不熙娣》、《11點熱炒店》、《女人我最大》等節目之錄製。

### MV演出
- 2024年：阿沁老師&南拳媽媽<記得愛>

## 戲劇

### 網路劇
| 劇名     | 監製           | 播出頻道        | 飾演 |
| -------- | -------------- | --------------- | ---- |
| 網紅崛起 | 黃小柔(兼編劇) | TikTok、IG 、FB | 安琪 |

## 品牌合作
| 品牌   | 備註     |
| ------ | -------- |
| Lusy's | 推廣大使 |

## 公益活動
- 2018年3月，參與唐氏症基金會「20週年感恩秀」，陪同唐氏症患者於伸展台走秀。[7][8]
- 2021年3月，參與家扶基金會公益義賣活動，提供個人畫作義賣，所得捐作孩童教育基金。[9]
- 2022年3月，第二度參與家扶基金會公益義賣活動，捐出個人繪製畫作協助兒少教育資助。[10]

## 外部連結
- 玥熹的Facebook專頁
- 玥熹的Instagram帳戶